# Nave ospedale

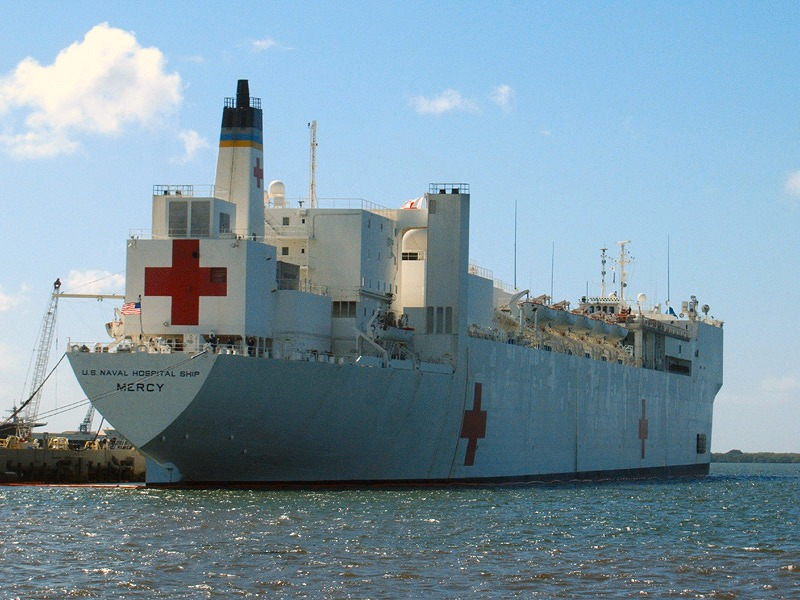
La nave ospedale statunitense

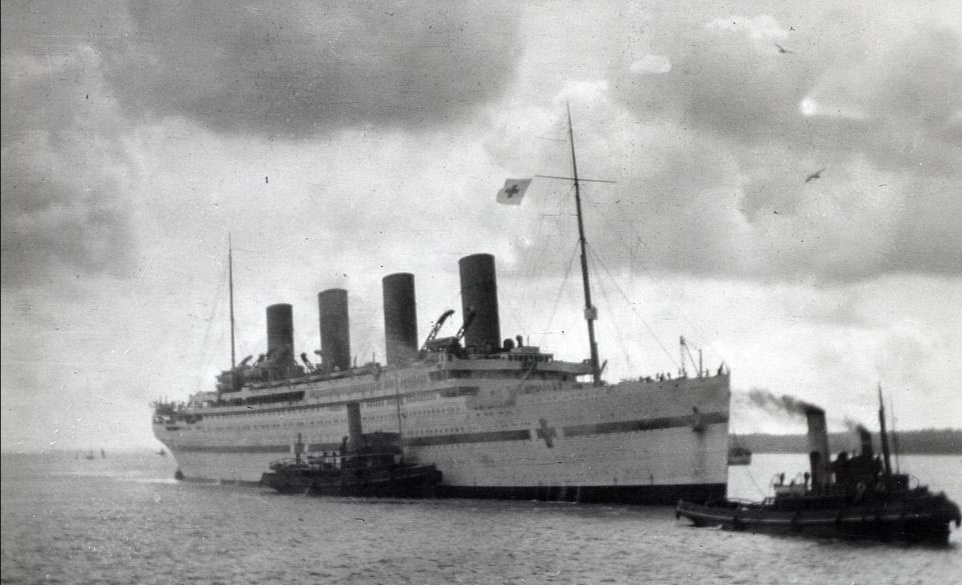
, nave ospedale affondata durante la Grande Guerra.

Una nave ospedale è una nave realizzata, o adattata, per operare come ospedale galleggiante; molte sono utilizzate da marine militari di tutto il mondo, specialmente in prossimità di zone di guerra.
L'attacco verso navi ospedale è considerato crimine di guerra.

## Storia

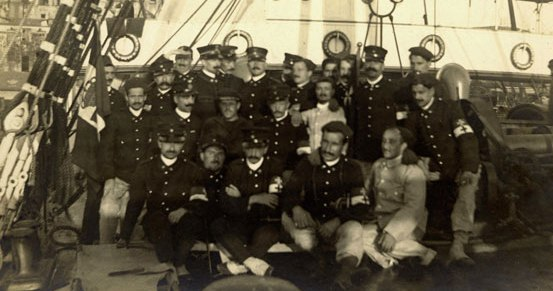
Personale del Corpo militare dell'ACISMOM sul ponte della nave ospedale Regina Margherita durante la guerra italo-turca.

Le prime navi ospedale, dette "pulmonare", vennero approntate nel XVII secolo, utilizzando vecchie galee in disarmo, non più in grado di navigare. La pulmonara restava fissamente attraccata nel porti, funzionando come infermeria per i marinai in attesa della pratica, ai quali era vietato lo sbarco sulla terraferma.
L'8 dicembre 1798, non ritenuta più idonea al servizio come nave da guerra, la britannica HMS Victory fu convertita in nave ospedale per curare prigionieri francesi e spagnoli feriti di guerra.
Fu il primo capo del Corpo sanitario della Regia Marina, l'ispettore Luigi Verde, a dare vita nel 1866 alla prima nave ospedale italiana: la Washington. Verde morì poco dopo nell'affondamento del Re d'Italia durante la battaglia di Lissa.
Il concetto moderno di nave ospedale protetta e denunciata presso apposite istituzioni internazionali doveva sorgere solo con la Convenzione dell’Aja del 1907.

### Seconda guerra mondiale

La nave ospedale Sicilia nel 1941

Nel corso della seconda guerra mondiale la Regia Marina armò decine di navi ospedale, spesso mercantili o piroscafi trasformati, ma anche navi soccorso e navi ambulanza, che facevano in maggioranza la spola tra l'Italia e il Nord Africa.
Molte furono affondate dagli alleati: Giuseppe Orlando, San Giusto, Città di Trapani, Arno, Po e Virgilio; complessivamente delle 18 unità ne furono affondate 12. L'Italia denunciò inutilmente gli affondamenti alle autorità di Ginevra.

### Oggi
Negli ultimi anni il loro uso si è andato applicando anche per operazioni di supporto in zone disastrate, ad esempio le unità classe Mercy statunitense, impiegate durante le operazioni di soccorso dell'uragano Katrina, 2005, e del terremoto di Haiti, 2010.
Un ultimo caso è quello delle navi ospedale, impiegate per il supporto nelle zone di pesca d'altura, come la spagnola Esperanza Del Mar (già posamine costiero USS Monadnock).
La Marina militare italiana non ha nella flotta navi ospedale, ma la ammiraglia Cavour ha al suo interno sale operatorie con squadre di soccorso e ufficiali medici e sottufficiali infermieri.

## Convenzione dell'Aia
Le navi ospedale vennero definite nel 1907 dalla Convenzione dell'Aia.
In particolare l'articolo 4 definiva le limitazioni affinché una nave potesse essere considerata "nave ospedale".

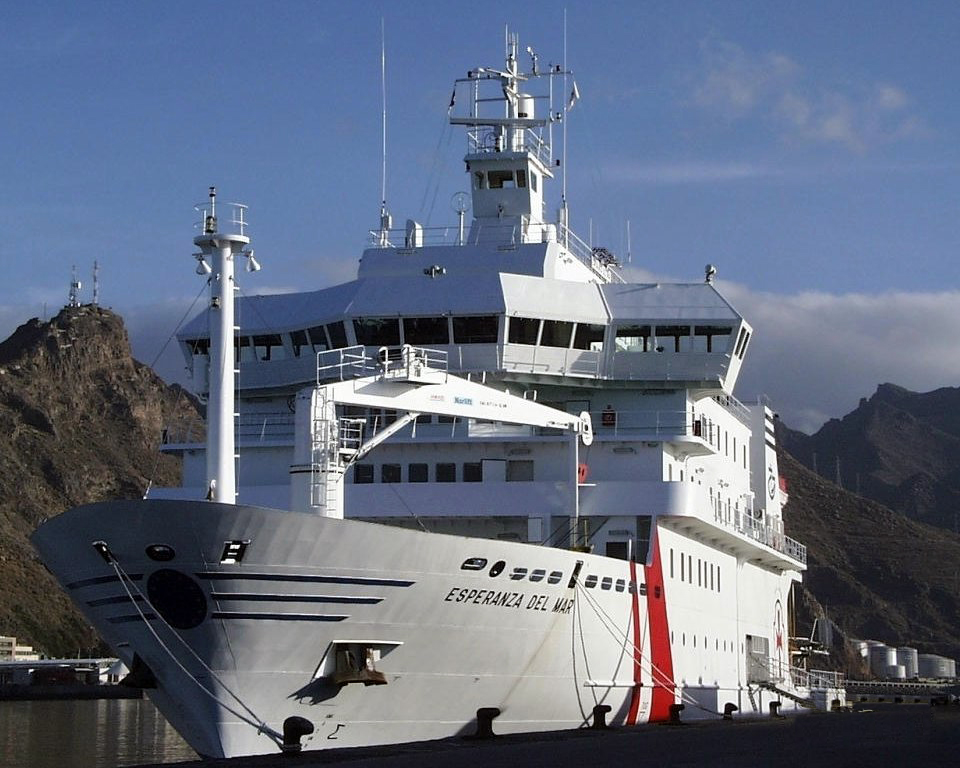
La nave ospedale spagnola Esperanza del Mar, impiegata come supporto ai pescherecci al largo delle Canarie

- La nave deve avere segni di riconoscimento e illuminazione che la classifichino come tale.
- La nave dovrà fornire assistenza medica a feriti di tutte le nazionalità.
- La nave non dovrà essere impiegata per alcun scopo militare.
- La nave non dovrà interferire né ostacolare le navi militari.
- Le forze belligeranti, come designate dalla convenzione dell'Aia, potranno ispezionare le navi ospedale per verificare eventuale violazioni dei punti precedenti.

In caso di violazione di una delle precedenti limitazioni la nave dovrà essere considerata come unità combattente e potrà essere legittimamente colpita e affondata. Comunque, l'aprire deliberatamente il fuoco o affondare una nave ospedale in rispetto alla convenzione dell'Aia, è da considerarsi crimine di guerra.

## Navi bianche
Le navi ospedale, dal colore con cui vengono tinteggiate, prendono il nome di navi bianche. Per antonomasia vennero chiamate navi bianche quelle impiegate nel 1942 (sotto l'egida della Croce rossa) per rimpatriare 50.000 civili italiani, rimasti in Etiopia dopo la conquista inglese.

## Navi Ospedale attuali
| Nazione                                                | Navi Ospedale |
| ------------------------------------------------------ | --- |

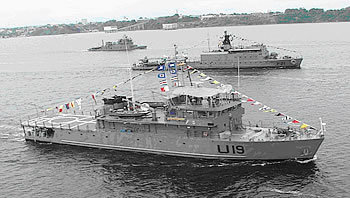
Nave ospedale della Marina brasiliana U19 Carlos Chagas

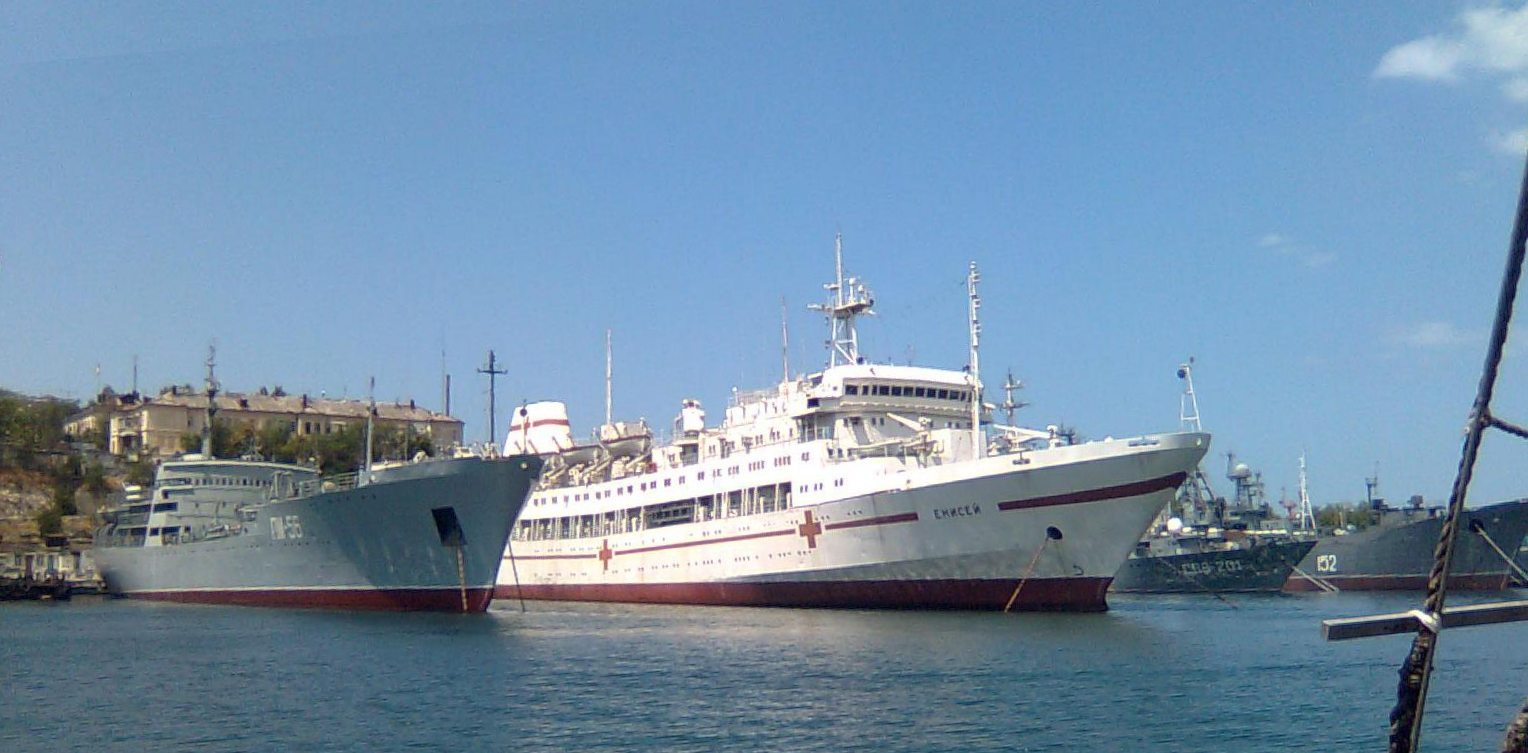
Nave dell'ospedale della marina russa Yenisey nella baia di Sebastopoli

| Brasile                                                | - 6 navi ospedale; U15 Pará, U16 Doutor Montenegro, U18 Oswaldo Cruz, U19 Carlos Chagas, U21 Soares de Meirelles, U28 Tenente Maximiano. |
| Cina                                                   | - Due navi ospedaliere di classe Nankang: Nankang e Nanyun, ex navi da trasporto truppe di classe Qiongsha, modificate come navi ospedaliere negli anni '80. - Zhuanghe – una nave portacontainer convertita in grado di essere attrezzata per vari ruoli. Se dotato di strutture mediche, è ufficialmente classificato come nave di evacuazione medica. - Daishan Dao, nota anche come Peace Ark in tempo di pace - una nave da crociera convertita con 300 letti ospedalieri, 20 unità di terapia intensiva e 8 sale operatorie. - Progetto 320 - L'ex nave ospedale russa Ob costruita nel 1980, acquistata nel 2007. |
| India                                                  | - INS Lakshadweep – ex nave passeggeri. |
| Indonesia                                              | - KRI Dr Soeharso – ex nave da sbarco convertita in nave ospedale nel 2007. |
| Peru'                                                  | - BAP Puno – Ex nave passeggeri e da carico costruita nel 1861, convertita in nave ospedale nel 1976. È attiva sul lago Titicaca. |
| Russia                                                 | - Ob – 3 navi Irtysh, Svir'e Yenisey costruite tra il 1981 e il 1990. Ognuna ha 7 sale operatorie, 100 letti d'ospedale e un eliporto. Gestite da equipaggi civili ma con personale medico militare. La prima nave della classe Ob ', costruita nel 1980 e venduta alla Cina nel 2007. |
| Stati Uniti                                            | - Nave ospedale USNS Mercy e Nave ospedale USNS Comfort. Entrambi gestite dal comando militare Sealift, la loro missione principale è quella di fornire assistenza di emergenza in loco per le forze combattenti, con una missione secondaria di supporto per i soccorsi in caso di calamità o di operazioni umanitarie. Ogni nave contiene 12 sale operatorie, una struttura ospedaliera da 1.000 posti letto, servizi radiologici digitali, un laboratorio medico, una farmacia, un laboratorio di optometria, un reparto di terapia intensiva, servizi dentali, uno scanner CT, un obitorio e due impianti per la produzione di ossigeno. Sono dotati di ponti elicotteri per agevolare il trasporto dei pazienti e porte laterali progettate per facilitare il trasferimento dei pazienti direttamente da altre navi. |
| Vietnam                                                | - Hospital La nave ospedale Khánh Hòa 01 (HQ-561) contiene 20 letti ospedalieri e ha circa 12 membri del personale medico |
| Indipendente o subnazionale                            | Navi Ospedale non militari |
| Mercy Ships                                            | - L'ente benefico internazionale Mercy Ships mantiene anche Africa Mercy, un ex traghetto convertito in nave ospedale nel 2007. La nave dispone di cinque sale operatorie, un'unità di terapia intensiva, un'unità Oftalmologia, uno scanner CT, una raggi X, laboratori e un reparto di recupero con letti per 82 pazienti. Oltre alle capacità di laboratorio della nave, i medici navali possono consultare patologi negli Stati Uniti tramite comunicazioni satellitari. |
| Spagna Ministero del Lavoro e della Previdenza Sociale | - Esperanza del Mar e Juan de la Cosa. Queste navi forniscono servizi medici alla flotta peschereccia industriale spagnola. |

## Navi ospedale italiane
Navi ospedale:
- Washington (1854 – 1904)
- Albaro (1890)
- Brasile (1905)
- Clodia (1905)
- Menfi (1911)
- Cordova (1906 – 1918)
- Ferdinando Palasciano (1899 – 1923)
- Italia (1905 – 1943)
- Marechiaro (1911 – 1916)
- Re d'Italia (1907 – 1929)
- Regina d'Italia (1907 – 1928)
- R 1 (1911)
- Santa Lucia (1912)
- Gargano
- Aquileia (1914 – 1943)
- Arno (1912 – 1942)
- California (1920 – 1941)
- Città di Trapani (1929 – 1942)
- Gradisca (1913 – 1950)
- Po (1911 – 1941)
- Template:Principessa Giovanna (1923 – 1953)
- Ramb IV (1937 – 1941)
- Sicilia (1924 – 1943)
- Tevere (1912 – 1941)
- Toscana (1923 – 1961)
- Virgilio (1928 – 1944)

### Navi soccorso
Navi soccorso:
- Capri (1930 – 1943)
- Epomeo (1930 – 1943)
- Laurana (1940 – 1944)
- Meta (1930 – 1944)